# Wybelsum
Wybelsum is een dorp in Oost-Friesland. Bestuurlijk maakt het tegenwoordig deel uit van de stad Emden. Het dorp heeft een kerk uit 1700, die ter vervanging diende van de kerk van het dorp Geerdsweer dat na een stormvloed in 1699 werd opgegeven.
- Virtual International Authority File: 244728339